# ادورنه
اِدورنه (اسپانیایی: Edurne García Almagro‎؛ ‏ تلفظ اسپانیایی: [eˈðuɾne ɣaɾˈθia alˈmaɣɾo]؛ ‏زاده ۲۲ دسامبر ۱۹۸۵) خواننده اسپانیایی است.
او در مسابقه آواز یوروویژن ۲۰۱۵ نماینده اسپانیا بود. او همسر داوید د خیا دروازه‌بان تیم ملی اسپانیا است و یک فرزند دارد.

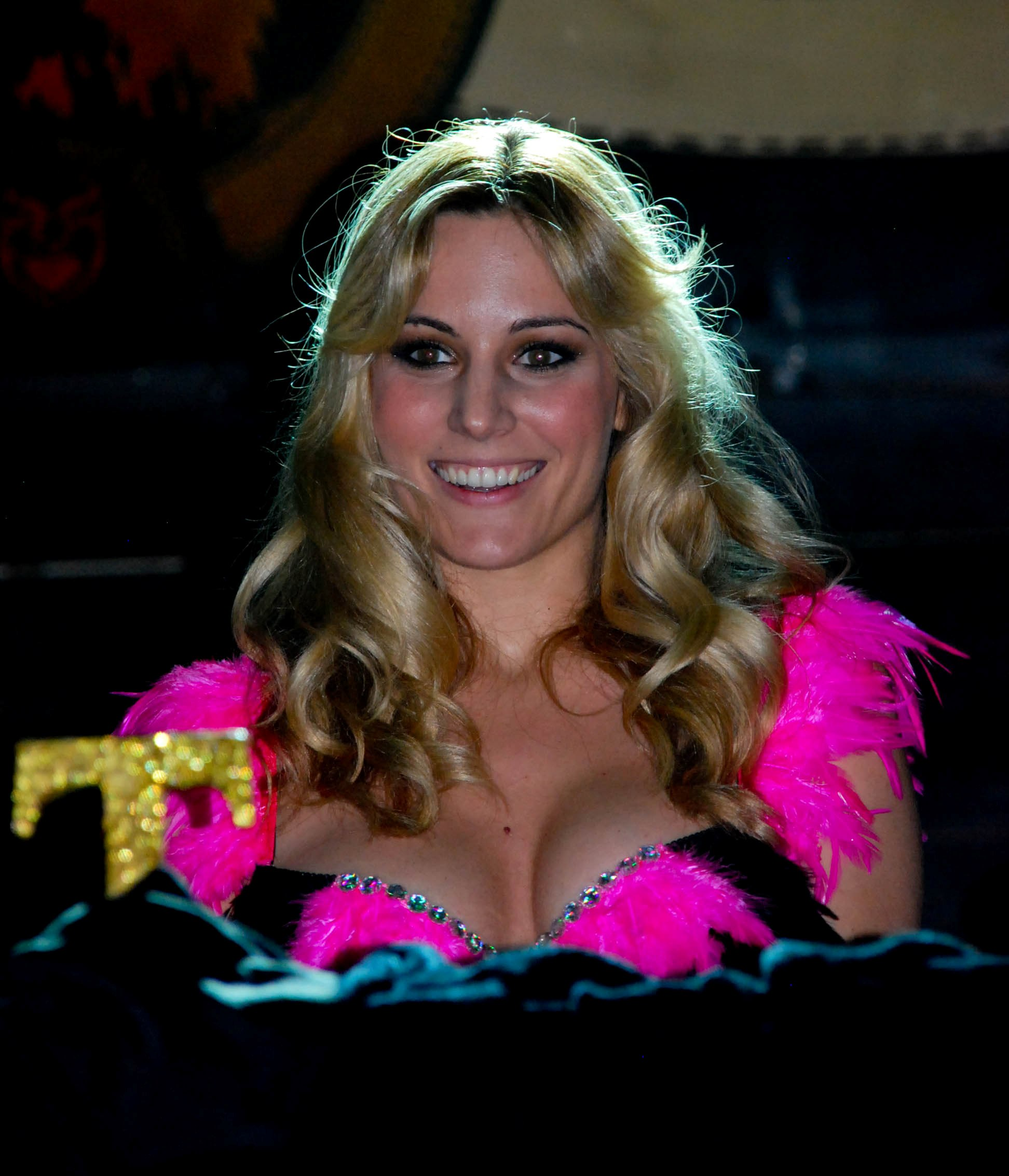

ادورنه خوانندگی را از ۹ سالگی با گروه موسیقایی تراستوس آغاز کرد و سپس در سریال هاسپیتال سنترال به نقش‌آفرینی پرداخت. وی همچنین در مسابقه اپراسیون ترینفو به رتبه ششم دست یافت. او در رشته زبان انگلیسی در دانشگاه هنر لندن تحصیل کرده و در مسابقات متعدد استعدادیابی به عنوان داور حضور داشته‌است.

## پیوند به بیرون

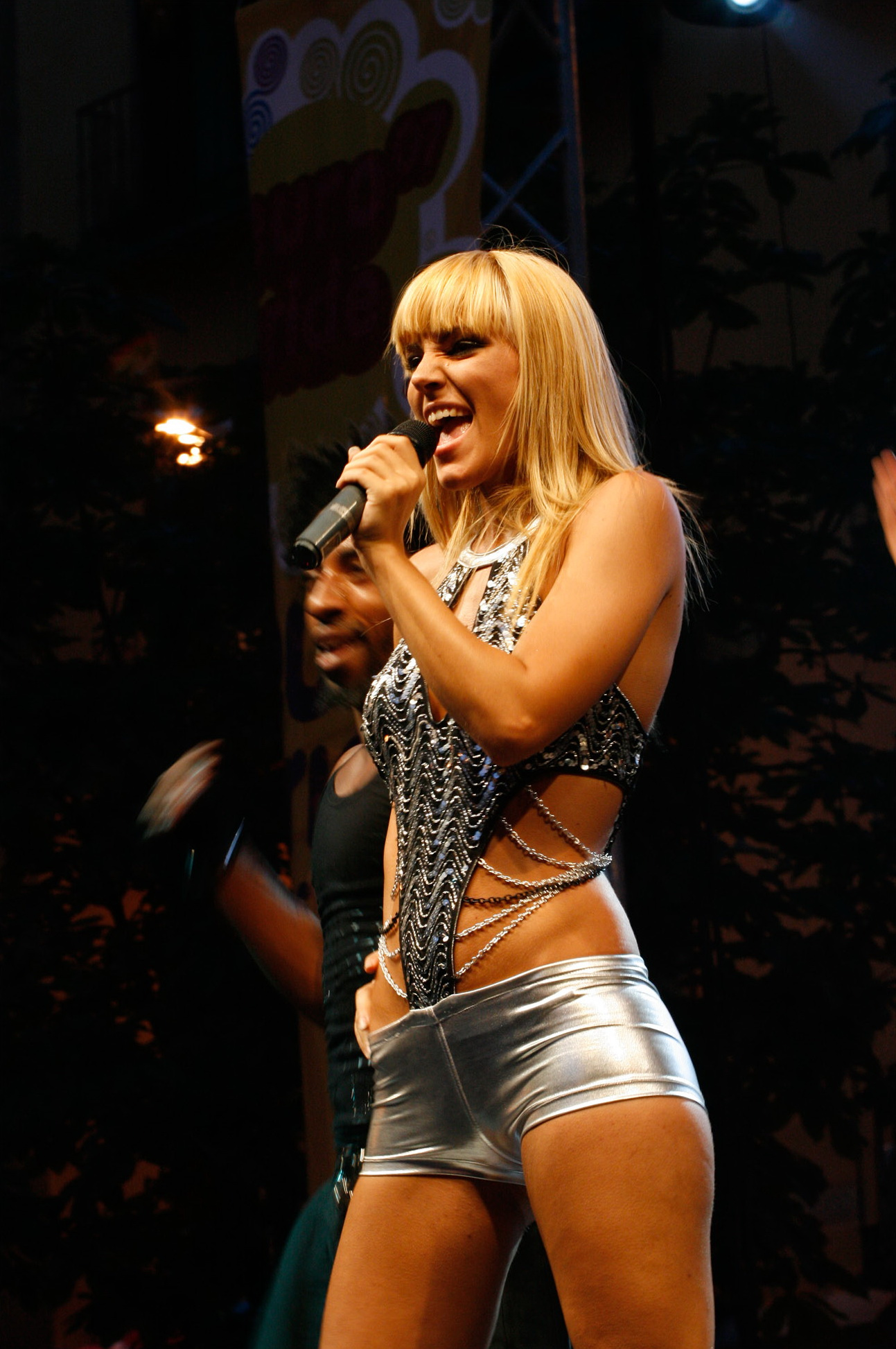